# Tennis op de Olympische Zomerspelen 2000

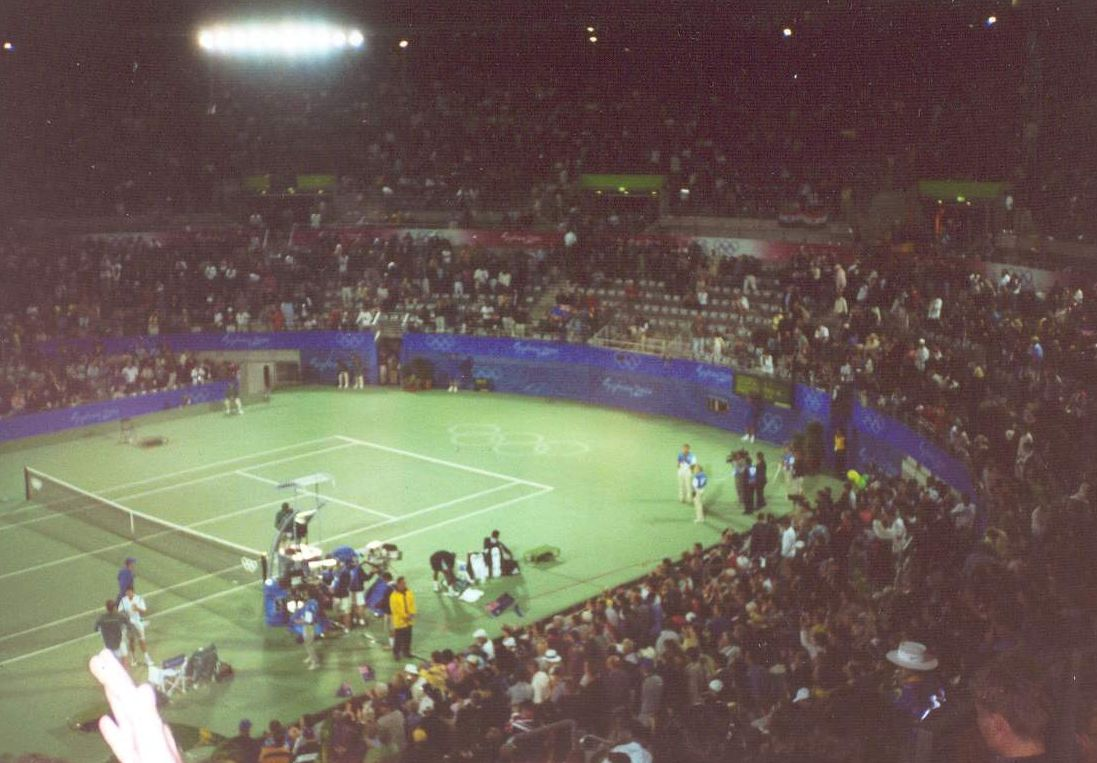
Olympisch tennistoernooi, 2000

Tennis is een van de sporten die werden beoefend tijdens de Olympische Zomerspelen 2000 in Sydney. Er werd gespeeld op de hardcourtbanen van het Sydney Olympic Park Tennis Centre.

## Wedstrijden

### Opzet
- Een wedstrijd omvat maximaal drie sets, behalve de enkelspel- en dubbelspelfinale bij de mannen die over maximaal vijf sets konden gaan. In de laatste set werd geen tiebreak gespeeld, maar moest met 'twee games verschil' gewonnen worden.
- De twee verliezers uit de halve finales, spelen tegen elkaar om het brons.
- In tegenstelling tot de normale tennistoernooien is er geen prijzengeld te verdienen.
- Er waren voor het eerst punten te winnen voor de wereldranglijst van de ATP, er waren geen punten te winnen voor de WTA.[1][2][3]

## Medailles

### Medaillewinnaars
| Onderdeel         | Goud | Goud                           | Zilver | Zilver                         | Brons | Brons                                    |
| ----------------- | ---- | ------------------------------ | ------ | ------------------------------ | ----- | ---------------------------------------- |
| Mannenenkelspel   | RUS  | Jevgeni Kafelnikov             | GER    | Tommy Haas                     | FRA   | Arnaud di Pasquale                       |
| Mannendubbelspel  | CAN  | Sébastien Lareau Daniel Nestor | AUS    | Todd Woodbridge Mark Woodforde | ESP   | Àlex Corretja Albert Costa               |
| Vrouwenenkelspel  | USA  | Venus Williams                 | RUS    | Jelena Dementjeva              | USA   | Monica Seles                             |
| Vrouwendubbelspel | USA  | Venus Williams Serena Williams | NED    | Kristie Boogert Miriam Oremans | BEL   | Els Callens Dominique Monami - Van Roost |

### Medaillespiegel
| Plaats | Land             | NOC    | Goud | Zilver | Brons | Totaal |
| ------ | ---------------- | ------ | ---- | ------ | ----- | ------ |
| 1      | Verenigde Staten | USA    | 2    | 0      | 1     | 3      |
| 2      | Rusland          | RUS    | 1    | 1      | 0     | 2      |
| 3      | Canada           | CAN    | 1    | 0      | 0     | 1      |
| 4      | Australië        | AUS    | 0    | 1      | 0     | 1      |
| 4      | Duitsland        | GER    | 0    | 1      | 0     | 1      |
| 4      | Nederland        | NED    | 0    | 1      | 0     | 1      |
| 7      | België           | BEL    | 0    | 0      | 1     | 1      |
| 7      | Frankrijk        | FRA    | 0    | 0      | 1     | 1      |
| 7      | Spanje           | ESP    | 0    | 0      | 1     | 1      |
| Totaal | Totaal           | Totaal | 4    | 4      | 4     | 12     |

Athene 1896 · 
Parijs 1900 · 
St. Louis 1904 · 
Athene 1906 ·
Londen 1908 · 
Stockholm 1912 · 
Antwerpen 1920 · 
Parijs 1924 · 
Mexico-stad 1968 (demonstratie) · 
Los Angeles 1984 (demonstratie) · 
Seoel 1988 · 
Barcelona 1992 · 
Atlanta 1996 · 
Sydney 2000 · 
Athene 2004 · 
Peking 2008 · 
Londen 2012 · 
Rio de Janeiro 2016  · 
Tokio 2020  · 
Parijs 2024  · 
Los Angeles 2028 
Medaillewinnaars
Atletiek · Badminton · Basketbal · Boksen · Boogschieten · Gewichtheffen · Gymnastiek · Handbal · Hockey · Honkbal · Judo · Kanovaren · Moderne vijfkamp · Paardensport · Roeien · Schermen · Schietsport · Schoonspringen · Softbal · Synchroonzwemmen · Taekwondo · Tafeltennis · Tennis · Triatlon · Voetbal · Volleybal · Waterpolo · Wielersport · Worstelen · Zeilen · Zwemmen